# Сабінув (Томашовський повіт)
Сабінув (пол. Sabinów) — село в Польщі, у гміні Желехлінек Томашовського повіту Лодзинського воєводства.
Населення — 40 осіб (2011).
У 1975-1998 роках село належало до Пйотрковського воєводства.

## Демографія
Демографічна структура станом на 31 березня 2011 року:
|          | Загалом | Допрацездатний вік | Працездатний вік | Постпрацездатний вік |
| -------- | ------- | ------------------ | ---------------- | -------------------- |
| Чоловіки | 21      | 2                  | 14               | 5                    |
| Жінки    | 19      | 3                  | 7                | 9                    |
| Разом    | 40      | 5                  | 21               | 14                   |